# حزب الوطن (إيران)
حزب الوطن  أو الحزب الوطني  (بالفارسية: حزب میهن) كان حزبًا في إيران خلال الأربعينيات.  كان منظمة صغيرة من المثقفين  وتجمع من ثلاثة أحزاب هي حزب المعركة وحزب الاستقلال وحزب الوطنيون. 
كان الحزب يتمتع بنفوذ في الأجزاء الغربية من إيران بسبب زعيمه كريم سنجابي،  الذي جاء من خلفية قبلية كردية. 
صوتت القيادة المركزية للحزب على دمجه مع الحزب الإيراني  بسبب الأهداف المشتركة ونهج المقاومة الذي يتبناه كلا الحزبين. ونتيجة لذلك، خلف الأخير فروع ومكاتب الحزب في مختلف المدن.  أصبحا فيما بعد جزءًا من الجبهة الوطنية. 